# П'ядун аґрусовий
П'ядун аґрусовий або П'ядун агрусовий (Abraxas grossulariata) — метелик з родини п'ядунів. Пошкоджує смородину й аґрус. Метелик з великими жовтувато-білими крилами, вкритими численними круглими чорними плямами і облямівками різного розміру. Розмах крил 43 мм. Черевце товсте, з чорними плямами.
Гусениця 30-40 мм завдовжки, зверху сірувато-біла, з рядом чорних чотирикутних великих плям у вигляді смужок; по боках тіла чорні смужки. Знизу гусениці жовті; голова, грудний щиток і грудні ноги чорні. Лялечка темно-коричнева, іноді чорна з сімома поперечними жовтими кільцями.
Метелики починають літати зазвичай в другій декаді червня. Літ триває до серпня. Самки відкладають яйця невеликими групами на нижню сторону листя між жилками. Одна самиця відкладає до 300 яєць. За 12-20 днів з них виходять дуже дрібні, тоні, з бородавками гусениці, які вигризають невеликі дірочки в листі смородини. Восени, перед опаданням листя, гусениці перестають живитися, плетуть собі павутинні кокони і разом з листям падають на землю, де й зимують. Весною, під час розпускання бруньок смородини й аґрусу, гусениці пробуджуються від зимової сплячки і вгризаються в листя і бруньки. В червні заляльковуються в рідких павутинних коконах, прикріпившись до гілок і листя. Поширений п'ядун на запущених плантаціях ягідників у північних районах Полісся.

## Цікаві факти
- 2016 року цей вид метеликів оголошено в Німеччині метеликом року.